# Lepidotrigla papilio
Lepidotrigla papilio és una espècie de peix pertanyent a la família dels tríglids.

## Descripció
- Fa 20 cm de llargària màxima.
- Nombre de vèrtebres: 30-31.[5][6]

## Hàbitat
És un peix marí, demersal i de clima temperat (28°S-43°S) que viu fins als 60 m de fondària de la plataforma continental.

## Distribució geogràfica
Es troba a l'Índic oriental: el sud d'Austràlia (des d'Austràlia Occidental fins a Nova Gal·les del Sud i Tasmània).

## Observacions
És inofensiu per als humans.